# AmiTCP

Struktur des Protokollstapels

AmiTCP ist ein TCP/IP-Stack für Amiga-Computer von NSDi (Network Solutions Development Inc, Finnland) und eine Referenz für viele folgende Implementierungen. Damit steht AmiTCP auf gleicher Stufe mit frühen TCP-Implementierungen wie Winsock oder ist diesen teilweise überlegen.

## Technische Realisierung
Seine Basisfunktionalität bsdsocket.library ist nicht Disk-basiert, sondern wird zur Laufzeit erzeugt auf Grundlage der BSD-Programmierschnittstelle, also nicht POSIX.1g. Ferner besteht eine Emulationsschicht für Commodores AS225 socket.library. Viele bekannte Unix-Kommandos wie ifconfig und ping werden mitgeliefert, ebenfalls ein NFS-Client von Carsten Heyl. Die Treiber folgen erstmals der SANA-II-Spezifikation.

## Geschichte
AmiTCP ist ein kostenloser TCP/IP-Stack für Amiga-Computer, der 1993 von einer Gruppe von Studenten der Helsinki University of Technology als Teil eines Software-Engineering-Kurses entwickelt wurde und in der Amiga-Internet-Community große Begeisterung auslöste. Dies war ein bedeutender Fortschritt, da bis dahin die einzige verfügbare Amiga-Implementierung der Internet-Protokollsuite Commodores kostenpflichtige und etwas unvollständige AS225-Software war.
- Version 3.0b2, letzte Quellcode Veröffentlichung
- Version 4.0, Demo veröffentlicht
- Version 4.3, letztes Update
- Version 4.5, NetConnect (enthält Genesis u.a.)[4]

## Treiber
| - 3c589.device für 3Com - a2060.device für A2060/A560 ARCNET - a2065.device für A2065 Ethernet - ariadne.device (Am7990) und ariadne_ii.device für Ariadne/Ariadne II (RTL8019AS) - cnet.device für NE2000-Karten, cnet16.device - hydra.device für AmigaNet/AmigaNet 500 - iwan.device für ISDN Master - plip.device und plipbox.device benutzen den Parallelport - ppp.device, amippp.device oder ppp-serial.device für PPP - prism2.device für PCMCIA-Karten - rh(c)slip.device benutzt die serielle Schnittstelle - sanamni.device Bridge für MNI-Treiber - gg2-3c509.mni - gg2-dp8390.mni - z2-am7990.mni - z2-dp8390.mni - z2-mb86950.mni - z2-smc91c90.mni | - USB - dm9601eth.device - usbasixeth.device - usbpegasus.device - x-surf.device für X-Surf/X-Surf 2 (RTL8019AS) - x-surf-100.device für X-Surf 100 (AX88796B ~ RTL8019) - ZZ9000Net.device - a314eth.device - hydrapcm.device - mpc52xx_eth.device - mv6436x_eth.device - sungem_eth.device - rtl_8139pci.device - via_rhinepci.device |